# Johann Conrad Fabritius

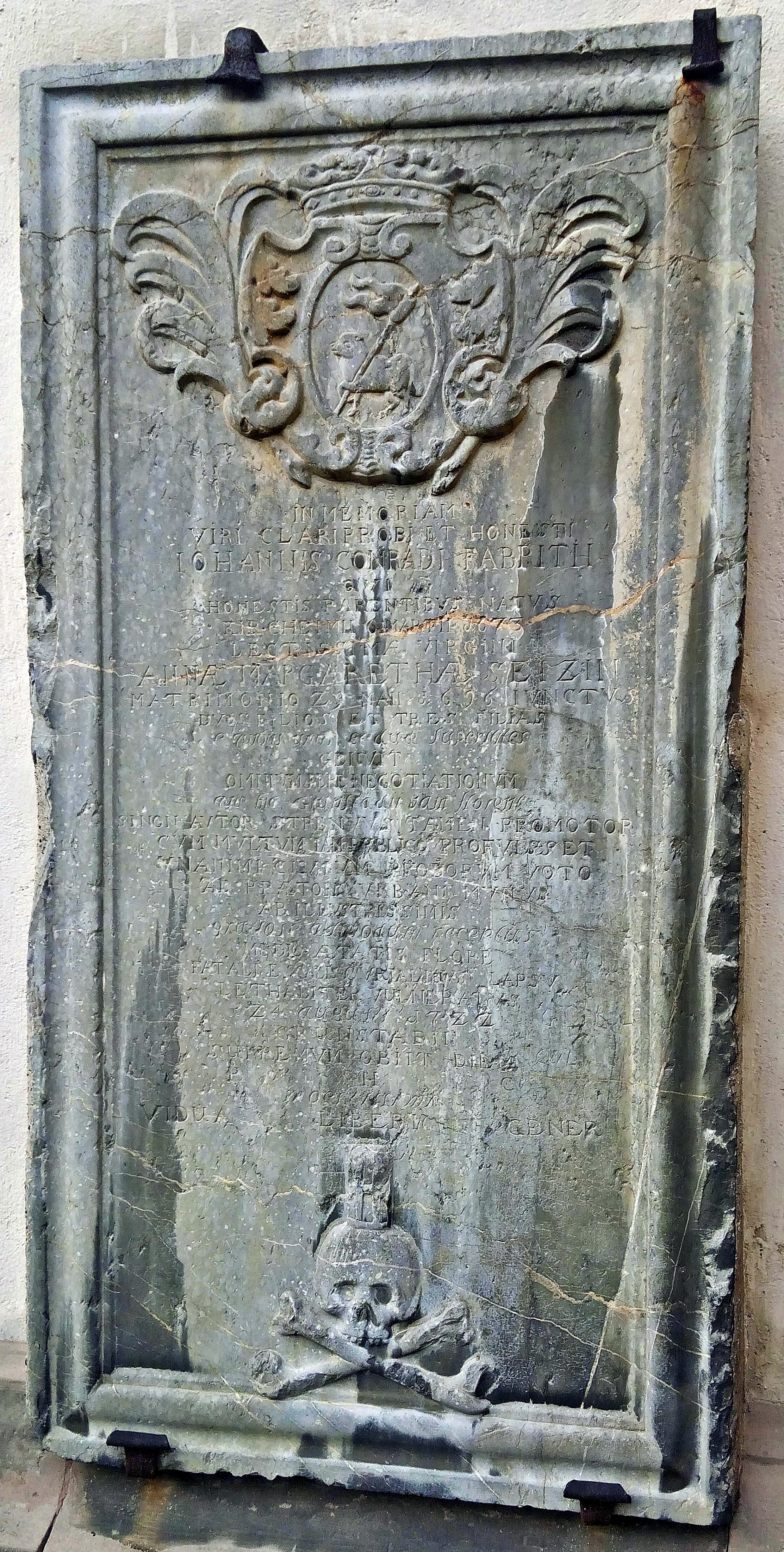
Epitaph an der Martinskirche Grünstadt

Johann Conrad Fabritius, auch Fabricius (* 6. März 1673 in Kirchheim an der Weinstraße; † 24. August 1722 in Grünstadt), war Metzgermeister, Handelsmann und gräflich leiningischer Oberschultheiß von Grünstadt.

## Leben und Wirken
Er wurde geboren als Sohn seines gleichnamigen Vaters und dessen Ehefrau Anna Felicitas, geb. Gansert. Die Familie war lutherischen Glaubens.
Fabritius wurde Metzgermeister in Grünstadt und heiratete 1696 Anna Margaretha Seitz, Tochter des Grünstadter Viehhändlers und Wirtes Zum Ochsen. Mit ihr zusammen hatte er neun Kinder, eines davon war Johann Peter Fabritius (1704–1771), gräflicher Landkommissar und Landamtmann zu Grünstadt.
Johann Conrad Fabritius, ein sehr wohlhabender Bürger und Grundbesitzer, betrieb mit einem Kompagnon eine Gesellschaft zum Brauen von Bier, Branntweinbrennen und Mästen von Vieh. 1698 und 1699 kaufte er acht Äcker und Weinberge, 1700/1702 tätigte er 28, zwischen 1701 und 1710 26 und von 1710 bis 1718 sogar 50 Grundstückskäufe. Außerdem besaß er 9 Äcker bzw. Weinberge, die seine Frau 1692 von ihrem verstorbenen Vater geerbt und in die Ehe eingebracht hatte. Zusammen mit dem leiningischen Rat Joachim Friedrich von Pfeil gewährte Fabritius 1711 dem in Monsheim residierenden Grafen Johann Wilhelm Friedrich zu Leiningen-Westerburg (1681–1718) ein Darlehen in Höhe von 5000 Gulden und weiteren 1000 Gulden, wofür ihm dieser die Einkünfte aus mehreren Dörfern überließ. Da keine ausreichende Tilgung erfolgte, verklagten Fabritius bzw. seine Witwe den Grafen später beim Reichskammergericht.
1716 fungierte er als Taufpate von Conrad Heinrich Seekatz, Sohn des leiningischen Hofmalers Johann Martin Seekatz.
Johann Conrad Fabritius amtierte ab 1711 als Gemeindevorsteher, 1719 bis 1722 als gräflicher Oberschultheiß von Grünstadt.
Laut seinem Epitaph an der südlichen Außenmauer der Martinskirche Grünstadt starb er am 24. August 1722 nach einem Sturz von der damaligen Freitreppe des Grünstadter Rathauses. Das lutherische Kirchenbuch nennt einen „Schlagfluss“ als Todesursache. Möglicherweise erlitt er diesen auf der Treppe und stürzte deshalb hinunter.
Der mit einem gekrönten Metzgerwappen geschmückte Gedenkstein hebt in einer lateinischen Inschrift hervor, dass der Handel unter Fabritius blühte und er ihn nach Kräften förderte. Wörtlich heißt es dann: „Nachdem er schon Gewaltiges für das öffentliche Wohl geleistet, wurde er von den ehrenwerten Bürgern einstimmig zum Bürgermeister gewählt. Gerade war er von den erlauchten Grafen allergnädigst bestätigt, da stürzte er unglücklicherweise in der Blüte seiner Jahre von der Rathaustreppe, verletzte sich tödlich und starb am 24. August 1722“.
Sein vermögender Bruder namens Johann Ludwig (1667–1725) lebte ebenfalls in Grünstadt.